# Olisthaerinae
Olisthaerinae (лат.) — подсемейство жуков-стафилинид. В ископаемом состоянии семейство известно из ранней/средней юры Сибири и из средней юры Китая, причем в морфологическом отношении юрские виды практически не отличаются от современных.

## Распространение
Северная Америка (Канада и США).

## Описание
Верхняя часть тела голая, гладкая, блестящая. Глаза расположены далеко от заднего края головы, Боковые края переднеспинки с выемкой перед прямоугольными задними углами. Надкрылья с резкой боковой каёмкой и неглубокими продольными бороздками. Все лапки 5-члениковые (формула 5-5-5). Передние и средние голени с шипиками.

## Систематика
Согласно Лоуренсу и Ньютону (Lawrence, Newton, 1995), входит в состав Tachyporine-группы семейства Staphylinidae: Phloeocharinae, Olisthaerinae, Tachyporinae, Trichophyinae, Habrocerinae, Aleocharinae.
- †Anicula Ryvkin, 1985 (или Omaliinae)
  - †Anicula inferna Ryvkin, 1985[5]
- Olisthaerus Dejean, 1833
  - Olisthaerus megacephalus Zetterstedt, 1828[6]
  - Olisthaerus substriatus Paykull, 1790[7]
- †Protolisthaerus Cai et al., 2015
  - †Protolisthaerus jurassicus Cai et al., 2015[1]